# Maria Antonieta de Bourbon-Duas Sicílias
Maria Antonieta de Bourbon-Duas Sicílias (em italiano:  Maria Antonietta Giuseppina Leopoldina Sebazia Ciriaca Francesca di Paola Elisabetta di Borbone-Due Sicilie; Nápoles, 16 de março de 1851 – Friburgo em Brisgóvia, 12 de setembro de 1938), foi uma princesa italiana do Reino das Duas Sicílias, neta do rei Francisco I das Duas Sicílias, e do grão-duque Leopoldo II da Toscana. É bisavó do rei Juan Carlos I da Espanha.
Ela se casou com seu primo, o príncipe Afonso, Conde de Caserta e Chefe da Casa Real das Duas Sicílias, tornando-se assim Condessa de Caserta.

## Biografia

### Família
Maria Antonieta era a filha mais velha do príncipe Francisco, Conde de Trápani e da arquiduquesa Maria Isabel da Áustria-Toscana. Seus avós paternos foram o rei Francisco I das Duas Sicílias e a infanta Maria Isabel da Espanha; e seus avós maternos foram Grão-Duque Leopoldo II da Toscana e a princesa Maria Antonia das Duas Sicílias.

### Exílio

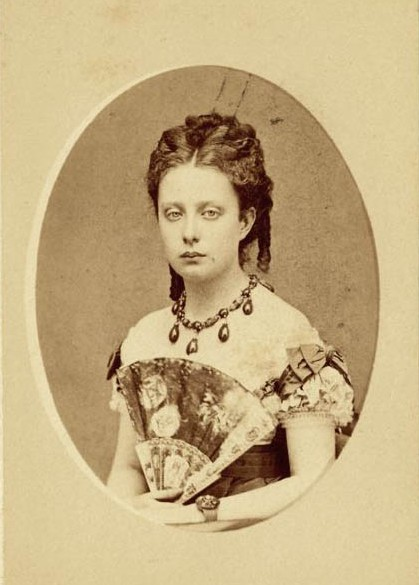
A princesa Maria Antonieta quando jovem.

Como consequência da ocupação do Reino das Duas Sicílias pelas tropas de Giuseppe Garibaldi, o rei Francisco II se exila com toda sua família em Roma, sob proteção do Papa Pio IX. Maria Antonieta, então com dez anos de idade, passa a residir na capital dos Estados Pontifícios com seus pais.

### Casamento
Casou-se em Roma, em 8 de junho de 1868, com seu primo, o príncipe Afonso, Conde de Caserta, filho do rei Fernando II e de sua segunda esposa, a arquiduquesa Maria Teresa de Áustria. O casal teve doze filhos.

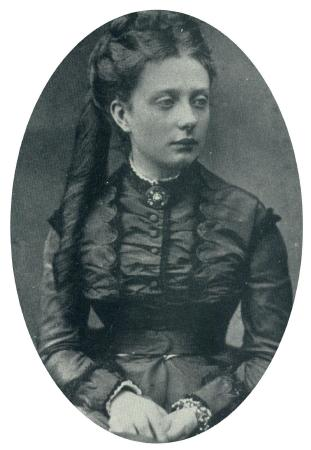

Com a morte de Francisco II, em 27 de dezembro de 1894, o conde de Caserta torna-se Chefe da Casa Real de Bourbon-Duas Sicílias e pretendente ao trono. Os legitimistas os proclamam como Suas Majestades Afonso I e Maria Antonieta, Reis das Duas Sicílias.

## Descendência
| Imagem | Nome               | Nascimento              | Morte                  | Notas |
| ------ | ------------------ | ----------------------- | ---------------------- | --- |
|        | Fernando Pio       | 25 de julho de 1869     | 7 de janeiro de 1960   | Duque de Calábria, sucedeu seu pai como pretendente ao trono do Reino das Duas Sicílias e chefe da Casa de Bourbon-Duas Sicílias. Casou-se com a princesa Maria Luísa Teresa da Baviera, filha do rei Luís III da Baviera, com descendência. |
|        | Carlos             | 10 de novembro de 1870  | 11 de novembro de 1949 | casou-se por duas vezes a primeira com a infanta Mercedes da Espanha, Princesa das Astúrias filha mais velha do rei Afonso XII da Espanha, com descendência, e pela segunda vez com a princesa Luísa de Orléans, com descendência.           |
|        | Francisco de Paula | 14 de julho de 1873     | 26 de junho de 1876    | Morreu na infância. |
|        | Maria Imaculada    | 30 de outubro de 1874   | 28 de novembro de 1947 | Casou-se com o príncipe João Jorge da Saxónia, filho do rei Jorge I da Saxônia, sem descendência. |
|        | Maria Cristina     | 10 de abril de 1877     | 4 de outubro de 1947   | Casou-se com o arquiduque Pedro Fernando da Áustria-Troscana, filho do Grão-Duque Fernando IV da Toscana e da princesa Alice de Bourbon-Parma, com descendência.                                                                             |
|        | Maria Pia          | 12 de agosto de 1878    | 20 de junho de 1973    | Casou-se com o príncipe Luís Maria do Brasil, filho de Isabel de Bragança, Princesa Imperial do Brasil, com descendência. |
|        | Maria Josefina     | 25 de fevereiro de 1880 | 22 de julho de 1971    | Não se casou. |
|        | Januário           | 24 de janeiro de 1882   | 11 de abril de 1944    | Casou-se morganaticamente com Beatriz Bordessa, depois feita condessa de Villa Calli, sem descendência. |
|        | Raniero            | 3 de dezembro de 1883   | 13 de janeiro de 1973  | Duque de Castro, casou-se com sua prima, a condessa Maria Carolina Zamoyska, com descendência. |
|        | Filipe             | 10 de dezembro de 1885  | 9 de março de 1949     | Casou-se por duas vezes, na primeiras com a princesa Maria Luísa de Orléans, se divorciaram em 1925, com descendência. E na segunda vez com Odette Labori, sem descendência.                                                                 |
|        | Francisco de Assis | 13 de janeiro de 1888   | 26 de março de 1914    | Não se casou. |
|        | Gabriel            | 11 de janeiro de 1897   | 22 de outubro de 1975  | Casou-se por duas vezes, pela primeiras com a princesa Malgorzata Czartoryska, com descendência. E na segundas vez com a princesa Cecilia Lubomirska, com descendência.                                                                      |

## Morte
Maria Antonieta morreu na cidade alemã de Freiburg im Breisgau, em 12 de setembro de 1938, aos 87 anos de idade. Seu corpo foi sepultado no Cimetière du Grand Jas, em Cannes.

## Nota
- Este artigo foi inicialmente traduzido, total ou parcialmente, do artigo da Wikipédia em castelhano cujo título é «María Antonieta de Borbón-Dos Sicilias (1851-1938)», especificamente desta versão.